# トム・ロングスタッフ
トム・ロングスタッフ（Tom George Longstaff、1875年1月15日 - 1964年6月27日）は、イギリスの医師、探検家、登山家。1907年に7120mのトリスルにアルパインスタイルで挑み、7000mを超える山に初めて登頂した。チベット、ネパール、カラコルム、スピッツベルゲン島、グリーンランド、バフィン島でも重要な探検や登山を行った。英国山岳会の会長を1947年から1949年まで務めた。1908年にアルパインスキークラブを創設した一人である。

## 若年期
トム・ロングスタッフはルウェリン・ロングスタッフの長男として生まれた。父はロバート・スコット第1回南極探検の最初の、そして最も寛大な支援者だった。トム・ロングスタッフはオックスフォード大学クライスト・チャーチのイートン・カレッジとロンドンのセント・トーマス病院で学んだ。

## 従軍
ロングスタッフは1914年にロイヤルハンプシャー連隊の第1、第17大隊に所属した。1915から1916年にはシムラーの陸軍本部で参謀を務めた。彼は1916年からギルギット偵察隊副司令官、ギルギット駐在官の特別補佐官に任命され、1917年に大尉に昇進し、1918年に退官した。
第二次世界大戦の間、1939年から1941年まで彼は国王ライフル部隊の第7、第13大隊に所属した。

## 登山と探検
ロングスタッフはアルプス、コーカサス、ヒマラヤ、ロッキー山脈、グリーンランド、スピッツベルゲン島に遠征して登山を行った。
彼は1905年にチベットに旅行し、1907年にトリスルに登頂、1908年に王立地理学会からヒマラヤとチベットの功績に対してギル記念賞を授与された。ロングスタッフは1909年にシアチェン氷河を探検し、テラム・カンリの峰々を発見した。
第一次世界大戦の後、彼は1921年にオックスフォード大学のスピッツベルゲン島遠征に参加し、1922年のイギリスのエベレスト遠征に医師・博物学者として参加した。1923年に再びスピッツベルゲン島に遠征、1927年にガルワール・ヒマラヤに遠征した。1928年にはオックスフォード大学のグリーンランド遠征を指揮し、同年に王立地理学会からヒマラヤ、特にシアチェン氷河発見の功績から創立者メダルを授与された。グリーンランドには再び1931年と1931年に、バフィン島には1931年に遠征した。